# 奧扎里奇 (科諾托普區)
51°20′54″N 33°12′19″E / 51.34833°N 33.20528°E
奧扎里奇（烏克蘭語：Озаричі）是位於烏克蘭東北部的村莊，由蘇梅州科諾托普區的波皮夫卡市鎮負責管轄。該村處於謝伊姆河右岸，分別距離諾韋1.5公里和梅利尼亞5.5公里，海拔高度122米，2001年人口149。

## 外部連結
- Озаричі[永久]
- Историческая информация о селе Озаричи （页面存档备份，存于） （俄文）
- Погода в селі  （页面存档备份，存于）